# Онайда (окръг, Ню Йорк)
 Тази статия е за окръга в щата Ню Йорк.  За други значения вижте Онайда (пояснение).
Окръг Онайда (на английски: Oneida County) е окръг в щата Ню Йорк, Съединени американски щати.
Площта му е 3142 km², а населението – 231 332 души (2017). Административен център е град Ютика.